# ثقافة العراق

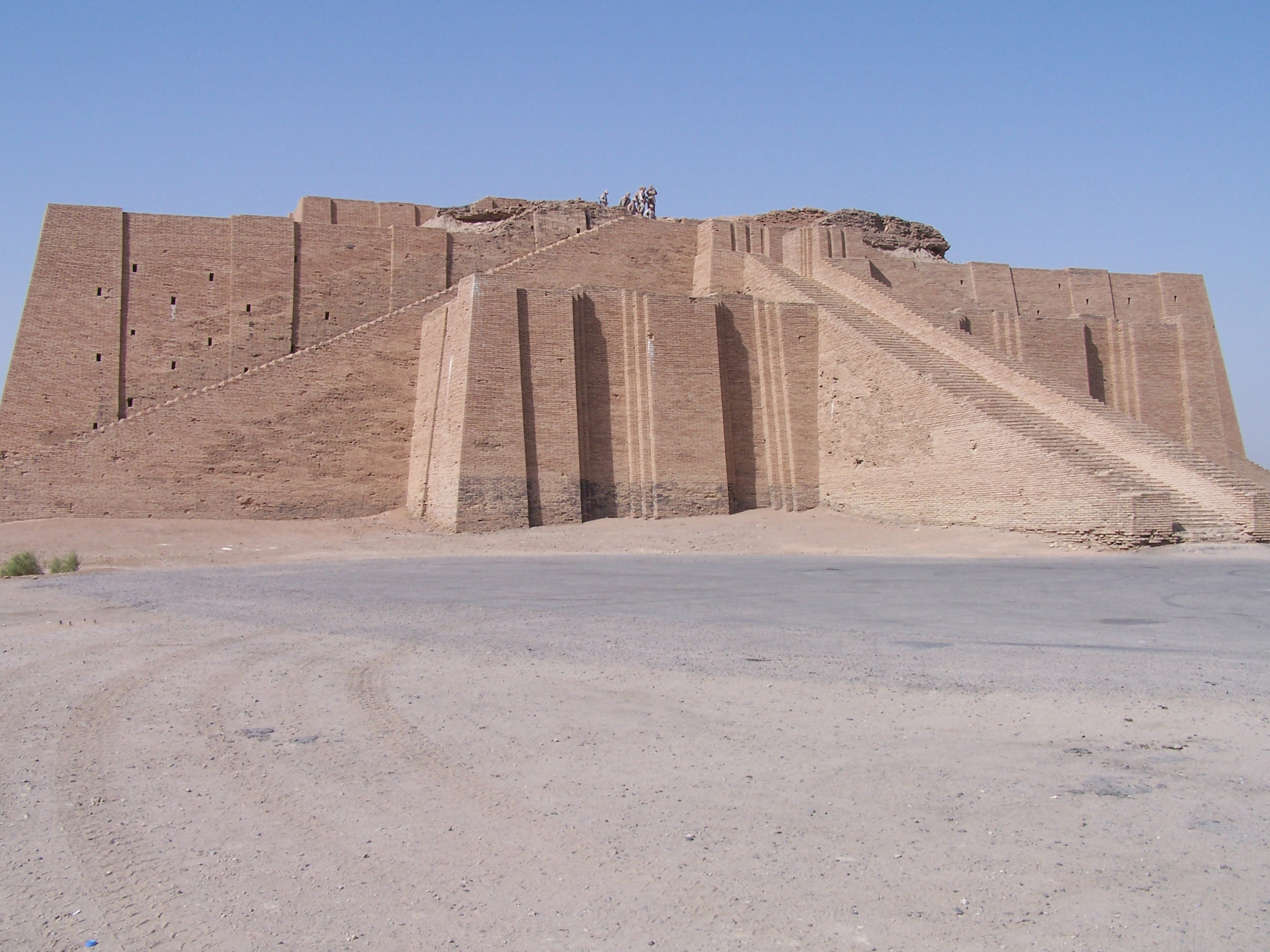
الزقورة من اقدم الاثار العراقية وتعود إلى 4100 قبل الميلاد

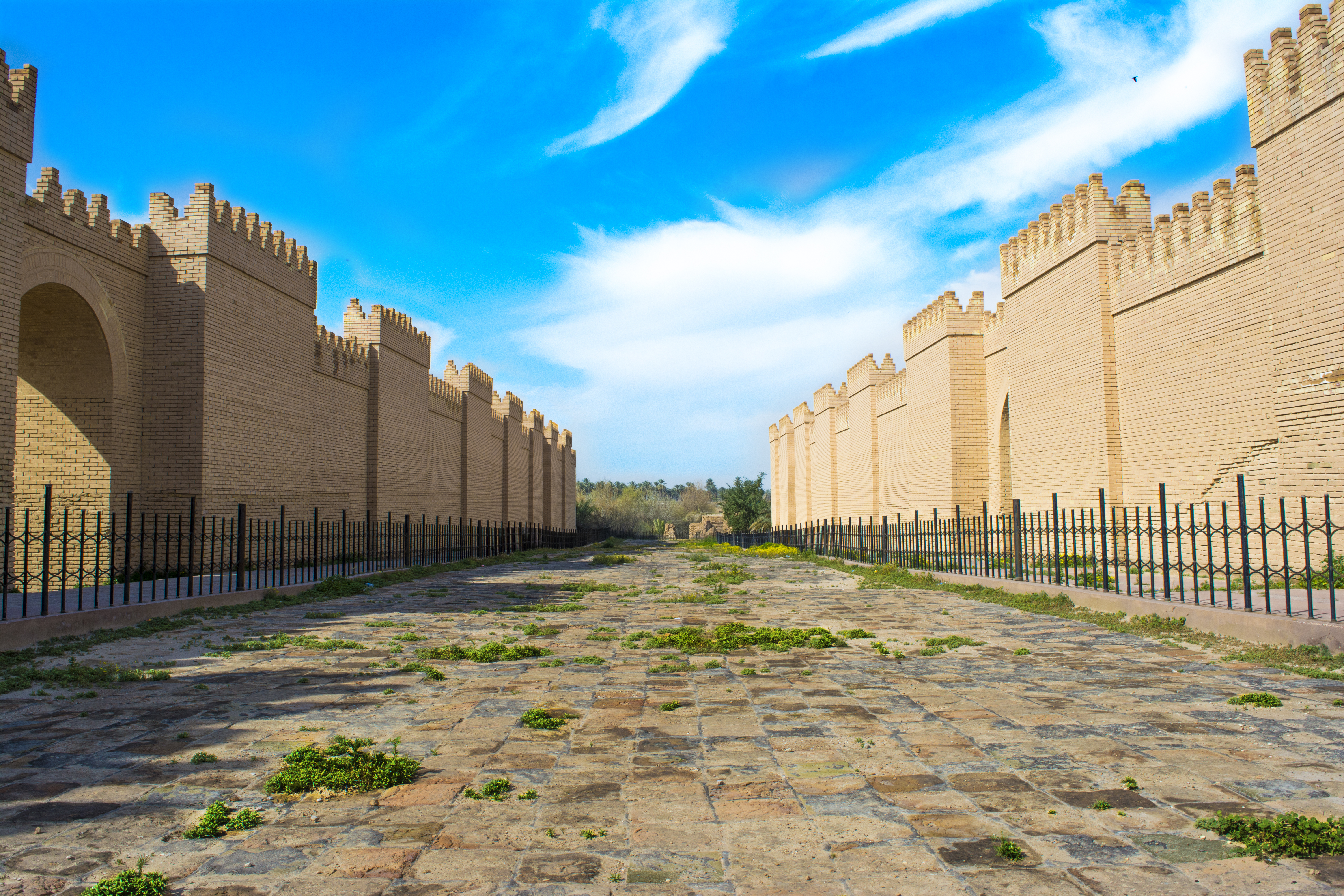
بابل

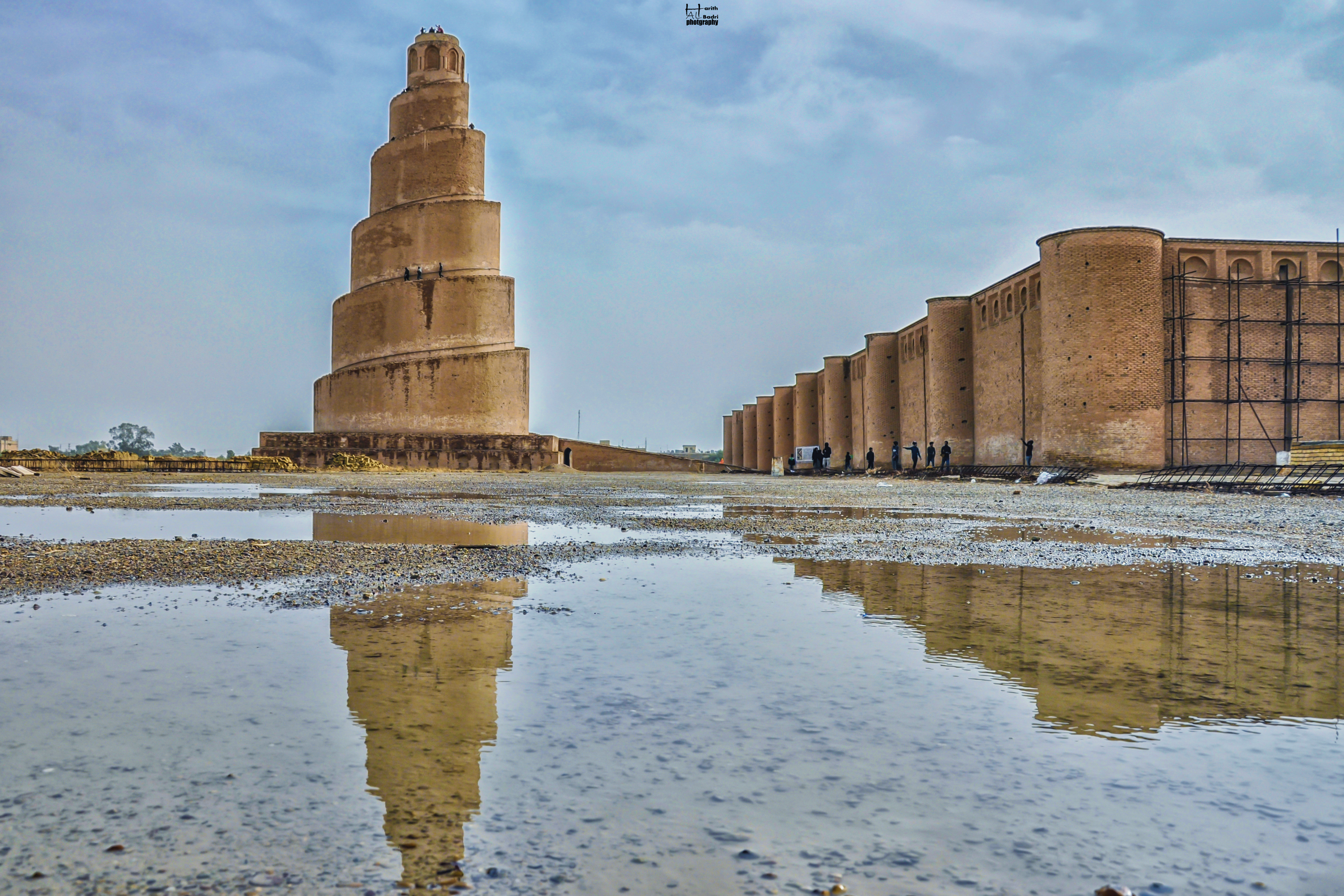
المأذنة الملوية سامراء

ثقافة العراق تعتبر أقدم الثقافات في العالم تاريخياً، وبلد العراق هو المكان الذي يطلق عليهِ قديماً بلاد ما بين النهرين وموطن نشأة الحضارات القديمة، والتي تركت أثرها الواضح على حضارات العالم (في اختراع الكتابة المسمارية، وتخطيط المدن، وتطور علم القانون في العالم القديم) ثقافياً، والعراق لديهِ تراث غني جداً. ومن المعروف عنه كثرة الشعراء، والرسامين، والنحاتين فيه، ومن بينهم من يعتبر الأفضل في العالم العربي، وبعضهم الأفضل على المستوى العالمي. وتتميز بعض مناطقهِ بإنتاج المشغولات اليدوية الجميلة، بما في ذلك البسط والسجاد. ويعتبر فن العمارة في العراق في العاصمة المترامية الأطراف بغداد مزيجاً بين المعاصرة والتراث، حيث أنّ البناء جديد في معظمها، مع بعض الجزر من المباني القديمة الرائعة مثل شارع السعدون، وشناشيل البصرة وأماكن أخرى في الآلاف من المواقع القديمة والحديثة في مختلف أنحاء العراق.
يحتضن العراق على عكس العديد من بلدان العالم العربي، ويحتفل بإنجازات ماضيهِ في العصر البابلي والآشوري والسومري والأكدي حيث تؤكد الآثار المكتشفة عن حضارة عريقة سادت ثم بادت في وادي الرافدين، وعثر على الكثير من آثار الآشوريين والسومريين في العراق، ولقد تغير هذا الأمر بعد غزو العراق عام 2003 حيث تعرضت معظم آثاره للتخريب والسرقة أو التحطيم من قبل جماعات إرهابية، فالعراق كان يوماً مهد الحضارة القديمة في بلاد ما بين النهرين وثقافة سومر، حيث تم فيه اختراع الكتابة والعجلة. وتنتشر في العراق أماكن أثرية كثيرة تحتوي على مباني ضخمة تسمى الزقورة، وهي عبارة عن معابد مدرجة كانت تبنى في سوريا والعراق ومن أشهر الزقورات عالمياً هي زقورة أور في العراق قرب مدينة الناصرية، وزقورة عقرقوف قرب العاصمة بغداد، ويبلغ عددها حوالي 28 زقورة في العراق.
ووصل العراق إلى قمة مجدهِ في القرنين الثامن والتاسع الميلادي في عهد الحضارة الإسلامية أيام الخلافة العباسية حيث كانت بغداد ترأس ما كان في ذلك الحين أغنى الحضارات في العالم. إذ بلغ العراق العصر الذهبي في العهد الإسلامي وانتشرت المدارس والجامعات الإسلامية في بغداد وصارت قبلة للعالم من حيث التطور العلمي والثقافي وازدهار العلوم والاكتشافات المنوعة على كافة الأصعدة الميدانية، ومنها في علم الفلك والرياضيات والطب والبصريات والكيمياء والتاريخ والفلسفة وغيرها، وانتشر وذاع صيت علماء بغداد في كافة أنحاء العالم، وخصوصًا في عهد الخليفة العباسي هارون الرشيد.
تتنوع في العراق الأكلات الشعبية ومكوناتها وطرق تحضيرها. وتختلف الأكلات العراقية باختلاف المنطقة الجغرافية في العراق بحكم تغير البيئة ومواردها. ومن أشهر الأكلات الشعبية العراقية:
- دولمة:- وهي ماتسمى في بعض الدول بالمحشي وتمتاز بتنوع مكوناتها.
- برياني:- تشبه أكلة الكبسة الخليجية وهي عبارة عن رز يخلط مع بعض المكسرات كالفستق واللوز وأيضا اللحم المفروم ويستخدم له نوع خاص من التوابل والبهار.
- الباچة:- وهي أكلة شعبية مكونة من لحم رأس الخروف مع أرجله يتم سلقها وأكلها مع الخبز والرز.
- التمن والقيمة: وهي أكلة مشهورة في جنوب ووسط العراق خاصة في المناسبات الدينية وتتكون من مهروس الحمص واللحم مع الرز.
- المسكوف: وهي أكلة بغدادية شهيرة لها طريقة خاصة في الإعداد إذ تشوى السمكة وهي معلقة على أعواد من الخشب وقد اشتهر بيها شارع أبو نؤاس في منطقة الرصافة ويستخدم فيها أنواع السمك النهري وبالذات سمك الكطان والكارب.

## موسيقى ورقص

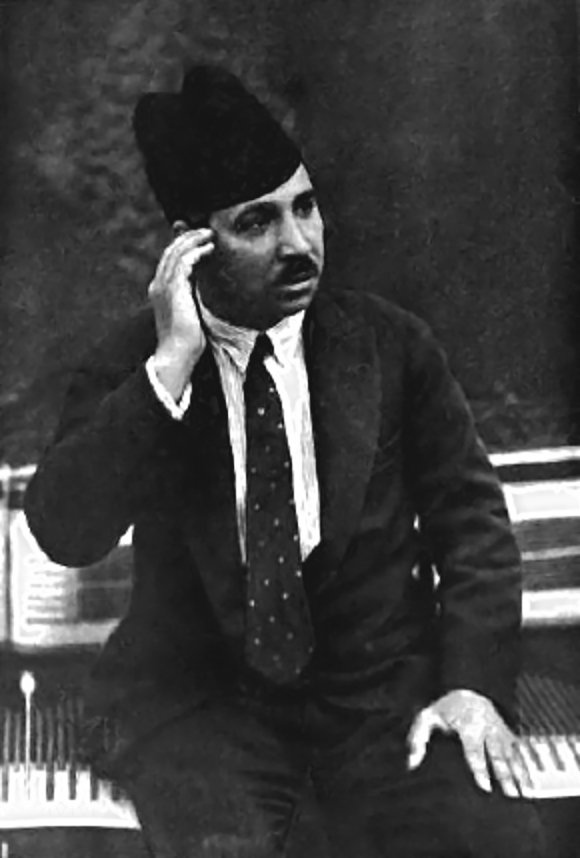
المقام العراقي يؤديه محمد القبانجي.

ويعرف العراق بتراثه الغنائي والمعروف بالمقام الذي تنتقل فيه نغماته شفويا من جانب مطربي المقام في سلسلة متصلة من الماضي وحتى الوقت الحاضر. يعتبر المقام العراقي نوع من أنواع الفن ومنه المربع البغدادي، إن هذا اللون من الغناء والمعروف بالمقام هو الأصلي في العراق، وقد كان من المعروف لحوالي 400 سنة في بغداد والموصل وكركوك. يتم تنفيذ ذلك من قبل مغنية (قاري) وثلاثة من العازفين على آلة السنطور (آلة القانون سنبلة الكمان)، (طبلة القدح)، وانضم في بعض الأحيان من قبل رق (الدف). البغدادي هو اسم الفرقة التي تنفذ هذه الموسيقى، وآل المقام العراقي هو مجموعة من القصائد سونغ إما مكتوبة في واحدة من 16 مترا اللغة العربية الفصحى أو في اللهجة العراقية. ومن المسلم به هذا النوع من الفن من قبل منظمة اليونسكو بأنها «التراث غير المادي للبشرية». لسوء الحظ، بسبب الغزو الكارثي للولايات المتحدة، ويجري تهديد هذا الشكل الفني مع الاعداد المتزايدة من الطلبة والاساتذة.

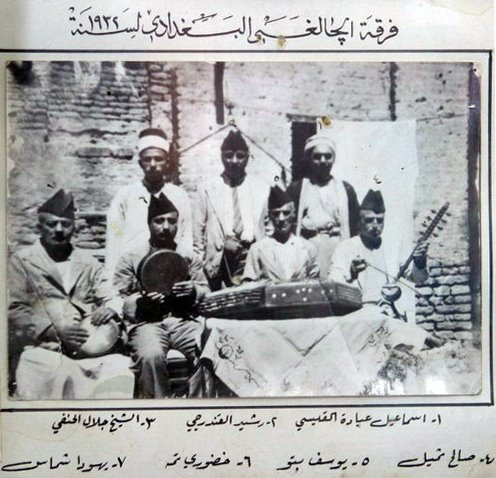
فرقة بغداد 1932

وكما هو معروف في العراق للحصول على صك يسمى العود (مشابه للعود) وrebab (مشابه للالكمان)؛ نجومها تشمل أحمد مختار ومنير بشير. حتى سقوط صدام حسين، وكانت محطة الإذاعة الأكثر شعبية لإذاعة صوت الشباب. لعب مزيج من موسيقى الروك الغربية، والهيب هوب وموسيقى البوب، والتي كان يتم استيرادها عبر الأردن بسبب العقوبات الاقتصادية الدولية. وقد أنتج العراق أيضا عربية رئيسية نجمة البوب في المنفى في كاظم الساهر. وكذلك الأغاني الشعبية من التركمان العراقي المعروف، وعبد الرحمن كيزيلاى هو اسم القيادي.
وكانت العديد من الموسيقيين الأبرز في العراق في أوائل القرن 20، واليهودية. وفي عام 1936، أنشئت إذاعة العراق مع فرقة مكونة كليا من اليهود، باستثناء لاعب قرع. الملاهي الليلية في بغداد وظهر أيضا الموسيقيين اليهود تقريبا كليا. في هذه الملاهي الليلية، وتألفت الفرق من العود، عملية فرض القانون وعازف الإيقاع اثنين، في حين تم استخدام نفس الشكل مع الناي والتشيللو على الراديو.

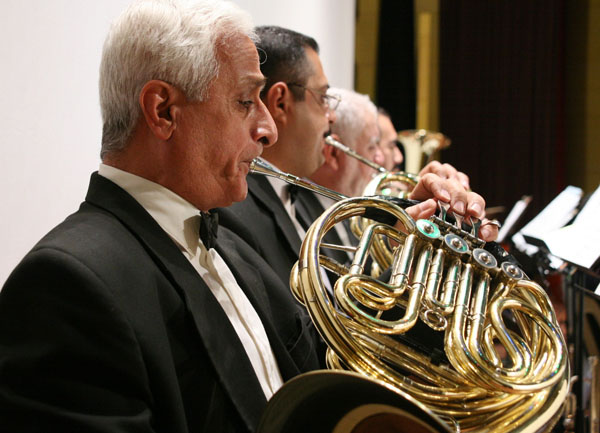
في أوركسترا الوطنية العراقية يقيم حفلة خاصة في العراق في تموز 2007.

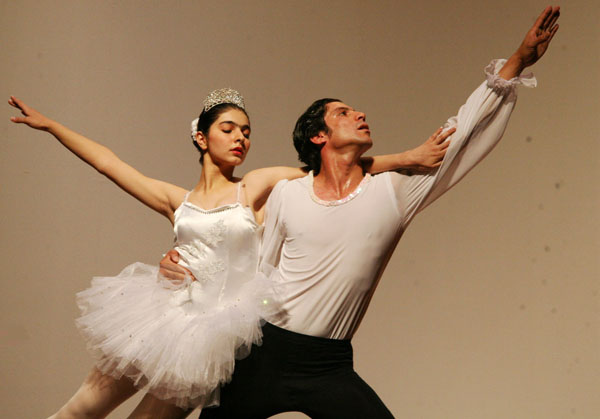
اثنين من راقصي الباليه من فرقة الباليه الوطنية العراقية أداء في العراق في عام 2007.

كان واحدا من الأسباب التي أدت إلى هيمنة من العازفين اليهود في أوائل القرن 20 الموسيقى العراقية مدرسة بارزة للأطفال اليهود أعمى، والتي تأسست في أواخر 1920. وأصبح العديد من الطلاب والموسيقيين، وتشكل في نهاية المطاف لفرقة الموسيقى العربية Qol يسرائيلي (راديو إسرائيل).
المطربين، من ناحية أخرى، كان مسلم، اليهودية والمسيحية. وكان المغني الأكثر شهرة من 1940-1930 ربما اليهودية سليمة باشا (في وقت لاحق سليمة مراد). وكان الاحترام والعشق للباشا غير عادي في ذلك الوقت، منذ كان يعتبر الأداء العلني من قبل النساء ومخزية، والإناث أكثر وقد تم تعيين المغنين من بيوت الدعارة.
وقد تم تدريب العديد من العازفين والمغنين من القرن العشرين منتصف وأواخر في المعهد بغداد.
الجزء الكبير من القرن 20، وكانت مصر مركزا للموسيقى العربية الشعبية، مع نجوم قليلة فقط من بلدان أخرى تجد النجاح الدولي. وكان المؤلف الموسيقي الأكثر شهرة في وقت مبكر من العراق عزرا أهارون، وعازف عود، في حين كان داود والعازف أبرز شركة كويتية. داود وشقيقه صالح تشكيل فرقة رسمية للإذاعة العراقية، وكانت مسؤولة عن تقديم التشيلو والناي في الفرقة التقليدية.
في السنوات الأخيرة أصبحت المدرسة العراقية من اللاعبين العود بارزة جدا، مع لاعبين مثل سلمان شكر ومنير بشير تطوير أسلوب راق جدا ودقيقة من اللعب يجمع بين عناصر أقدم العربية مع التأثيرات الاناضول أكثر حداثة.

## أدب
في أواخر 1970، وهي فترة من الانتعاش الاقتصادي، وقدمت الكتاب البارزين في العراق مع شقة وسيارة من قبل حكومة صدام حسين، وكان مضمون ما لا يقل عن منشور واحد سنويا. في المقابل، كان من المتوقع الأدب للتعبير عن وحشد الدعم لحزب البعث الحاكم. الحرب العراقية الإيرانية (1980-1988) سببا في تغذية الطلب للأدب وطني، ولكن أيضا دفعت عددا من الكتاب في اختيار لالمنفى. وفقا لنجم والي، وخلال هذه الفترة، فين أولئك الذين اختاروا لإنهاء الكتابة رأى أنفسهم مضطرين لكتابة شيء ما لم يكن يثير غضب الدكتاتور، لأنه كان يعتبر حتى الصمت جريمة".
ابتداء من أواخر 1980، أدب المنفى العراقي وضعها مع الكتاب الذي «رفض ايديولوجية مهيمنة والذي مقاومة للحروب في العراق أجبرتهم على وضع» الواقعية الخام وحشية «يتميز بشعور صدمة الحداثة».
وقد اتسم القرن 20 في وقت متأخر الأدب العراقي من قبل كتاب مثل سعدي يوسف وفاضل العزاوي، موشين آل الرملي، صلاح الحمداني، وفتح شيركو.
يزخر العراق بالعديد من الأسماء العظيمة والكبيرة في مجالات الفن والأدب فعلى صعيد الشعر نذكر كمثال أحد اعظم الشعراء العرب ألا وهو أبو الطيب المتنبي في العصر العباسي وكذلك الفرزدق أما في العصر الحديث مثل عبد الوهاب البياتي ومحمد مهدي الجواهري ونازك الملائكة وأحمد مطر وبدر شاكر السياب وجميل صدقي الزهاوي ومعروف الرصافي وغيرهم. وعلى صعيد العمارة نذكر رفعت الجادرجي وزها حديد ومحمد مكية ومن الرسامين نذكر فائق حسن وإسماعيل فتاح الترك وخالد عبد العزيز القصاب وليلى العطار ومحمود صبري وجواد سليم وشاكر حسن آل سعيد ونهى الراضي وفيصل لعيبي وغسان فيضي وعباس الكاظم ونزيهة سليم على صعيد الفنانين التشكيليين. كما تزخر أرض العراق بالعديد من الروائيين والصحفيين والسينمائيين وغيرهم الكثير من الأدباء والفنانيين.
- التراث القصصي العراقي

العراق غني بتراثه القصصي حيث يعتبر العراق الأرض الخصبة للروايات التي ذاع صيتها في جميع أرجاء المعمورة، وتم ترجمت هذه الحكايات إلى لغات عالمية عديدة وعرفتها الشعوب الأخرى ومن أهم هذه الحكايات التراثية:
- ألف ليلة وليلة
- سندباد
- كلك
- شهرزاد
- علاء الدين
- علي بابا

## دراما تلفزيونية وسينما
- الدراما التلفزيونية: الدراما العراقية هي أحد اعمدة الدراما العربية وتصنف بعد المصرية والسورية ولكنها مرت بظروف صعبة خلال فترة حصار العراق والحروب المتعددة وحتى الآن تفتقد إلى الدعم الحقيقي.
- السينما: أنظر قائمة الأفلام العراقية.

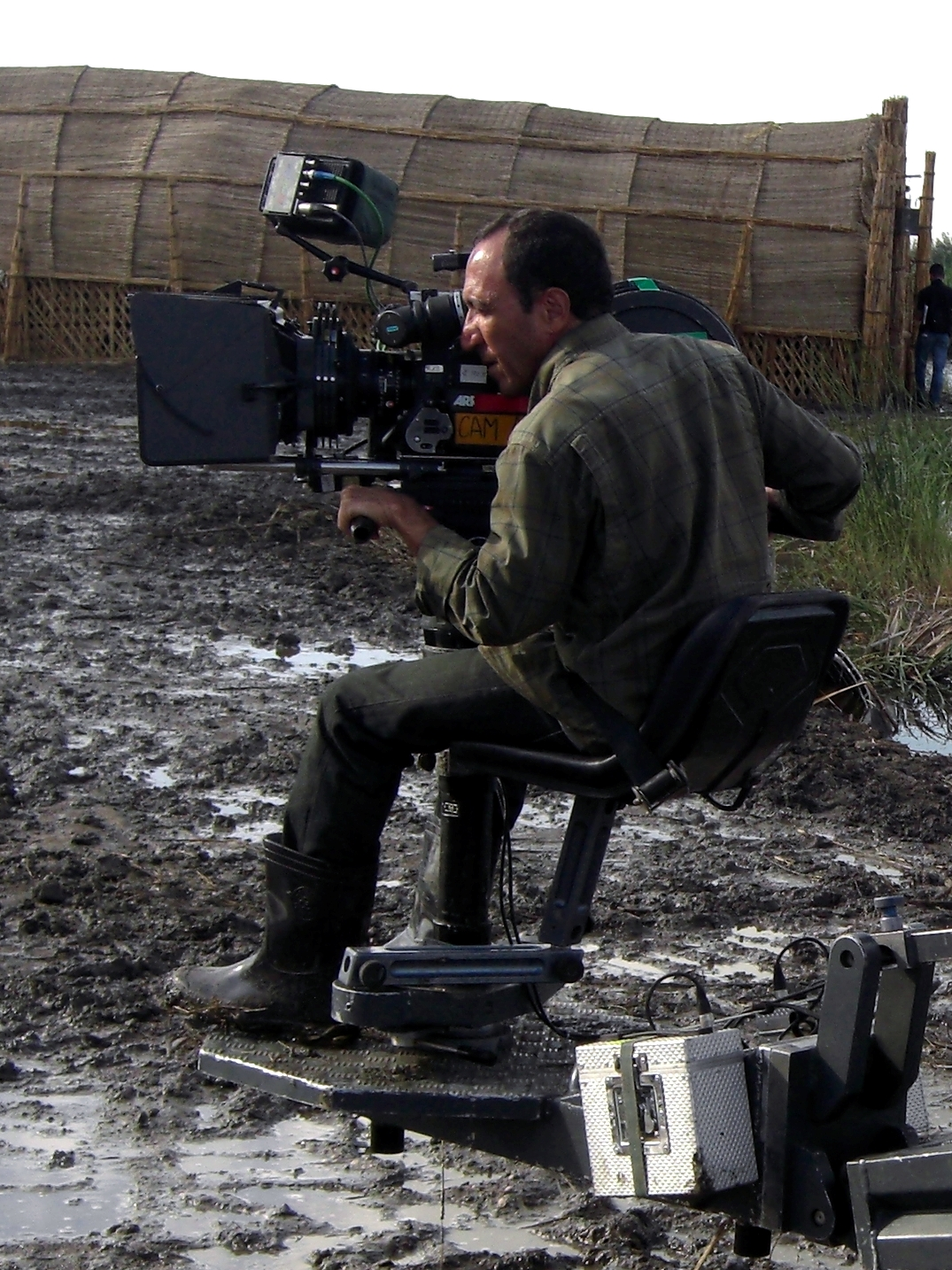
المخرج عباس فاضل أثناء تصوير فيلم فجر العالم

عرض أول فيلم في العراق في عام 1909، لكنه لم يكن هنالك أي نشاط أو محاولة لتصوير الأفلام في تلك الفترة وما بعدها. أما بعد دخول الإنجليز، فقد عرضت دور السينما الأولى، مثل سينما الزوراء في شارع الرشيد، أفلاماً كانت معظمها من الأفلام الصامتة الأمريكية التي يجلبها البريطانيون.
في فترة الأربعينات، وفي ظل حكم الملك فيصل الثاني، بدأت السينما العراقية الحقيقية، أسست شركات إنتاج أفلام بدعم من ممولين بريطانيين والفرنسيين في بغداد. وتأسس استوديو بغداد عام 1948، ولكن سرعان ما انهار بسبب أحداث التوترات بين العرب واليهود في تلك الفترة. وغالباً ما كان الإنتاج لأغراض تجارية بحتة، وكانت الأفلام تركز على المواضيع الرومانسية الرقيقة، مع الكثير من مقاطع الغناء والرقص وتدور القصص في القرى الصغيرة. ويعد فلم عليا وعصام أول فلم عراقي أنتج عام 1948. أما استوديو دنيا الفن، والذي تأسس من قبل أطراف فعالة. في عام 1955، أنتج حيدر العمر فلم فتنة وحسن، وهو رواية العراقي مشابهة لقصة روميو وجولييت المشهورة.
في عام 1959م، أنشأت أول مؤسسة حكومية للسينما العراقية هي مصلحة السينما والمسرح، لكنها لم تباشر الإنتاج إلا في النصف الثاني من الستينات، ولحين ظهور أفلام المؤسسة، استمرت وتيرة الإنتاج السينمائي الخاص، علماً إن المصلحة قد اشترت المعدات والأجهزة الخاصة التي كانت لدائرة الاستعلامات الأميركية في بغداد، والتي كانت تقوم بإنتاج الأفلام الإخبارية القصيرة قبل قيام ثورة 14 تموز 1958. وكانت الأفلام التي قدمتها مصلحة السينما والمسرح أفلام وثائقية ذات صلة بأحداث الثورة في تلك الفترة وأستمر الحال إلى عام 1966. إذ قدمت فيلم (الجابي) من إخراج جعفر علي، وتمثيل أسعد عبد الرزاق ووداد وفوزية الشندي وجعفر السعدي، وتدور أحداث الفيلم داخل حافلة لنقل الركاب، إذ يقدم المفارقات التي يتعرض لها الجابي من جراء اتصاله بشخصيات وشرائح اجتماعية متعددة ومتنوعة.
دفع صعود صدام حسين إلى السلطة في عام 1979 للسينما العراقية في اتجاه مختلف قليلاً. وقد استنزفت الحرب بين العراق وإيران الموارد الوطنية، وأدت للحد من إنتاج الأفلام. وكانت هذه الأفلام قليلة، منتجة أساساً لأغراض تاريخية ووطنية، أو تمجيد حكم صدام حسين. في عام 1981، كلفت الحكومة المخرج المصري صلاح أبو سيف لإخراج فلم القادسية، وهو فلم ملحمي يسرد قصة انتصار العرب على الفرس في معركة القادسية عام 636 م. وأخرج محمد شكري جميل فلم (المسألة الكبرى)، الذي مثل فيه الممثل البريطاني أوليفر ريد دور الكولونيل ليتشمان الذي قتل في ثورة العشرين.

أفيش فيلم الحدود الملتهبة، وهو فيلم حربيّ دراميّ لسنة 1984م

في عام 1980، تم إنتاج فلم طويل من 6 ساعات، يتحدث عن السيرة الذاتية لصدام حسين، هو فلم (الأيام الطويلة)، يتحدث الفلم عن مشاركة صدام حسين في محاولة فاشلة لاغتيال رئيس الوزراء عبد الكريم قاسم، ثم الفرار والعودة إلى تكريت. مخرج الفيلم الفنان المصري توفيق صالح. ومثل دور صدام حسين ابن عمه وزوج ابنته صدام كامل، والذي قتل لاحقاً مع شقيه الآخر وزوج ابنة صدام الأخرى في عام 1996.
بعد حرب الكويت، فرضت عقوبات على العراق، فجعلت من العمل السينمائي أمراً صعباً في هذا البلد، على الرغم من ظهور جيل جديد من المخرجين. ومن أبرز أعمال فترة التسعينات فلم الملك غازي عام 1993.
وبعد حرب الخليج الثالثة في 2003م، ظهر نمط جديد من الأفلام الدرامية والوثائقية تنوعت بين الأفلام الطويلة والقصيرة، واعتمدت السينما على النمط المستقل في الإنتاج السينمائي، فتنوعت هذه المشاركات بين الأفلام المستقلة، إضافة إلى السينما الطلابية للأفلام المنتجة من قبل معاهد، وكليات الفنون في شتى المحافظات العراقية. ولكن هذه الأفلام تعرّضت إلى مشكلة عدم تعرّف الجمهور المحلي على هذا النتاج، حيث انحسرت مشاهدات هذه الأفلام بين نخبة قليلة مهتمة، أو عاملة بالسينما، وجمهور المهرجانات المحدود في عدده، وسبب ذلك هو الافتقار إلى عملية التسويق، إضافة إلى عدم وجود صالات عرض، مع وجود عوامل أخرى.
وبعد ذلك أنتجت أفلام من قبل (مشروع بغداد عاصمة الثقافة العربية عام 2013). عرضت أفلام تميزت بالضعف، على الرغم من حجم المبالغ المالية المخصصة لإنتاج هذه الأعمال، ولم يلاقي النجاح سوى فلمين أو ثلاثة من كل الأفلام المنتجة.
ومن بين الأفلام العراقية التي لاقت اهتماماً بعد 2003، هو فلم فجر العالم.

## فن
يزخر العراق بالعديد من الأسماء العظيمة والكبيرة في مجالات الفن والأدب فعلى صعيد الشعر نذكر كمثال أحد اعظم الشعراء العرب ألا وهو أبو الطيب المتنبي في العصر العباسي وكذلك الفرزدق أما في العصر الحديث مثل عبد الوهاب البياتي ومحمد مهدي الجواهري ونازك الملائكة وأحمد مطر وبدر شاكر السياب وجميل صدقي الزهاوي ومعروف الرصافي وغيرهم. وعلى صعيد العمارة نذكر رفعت الجادرجي وزها حديد ومحمد مكية ومن الرسامين نذكر فائق حسن وإسماعيل فتاح الترك وخالد عبد العزيز القصاب وليلى العطار ومحمود صبري وجواد سليم وشاكر حسن آل سعيد ونهى الراضي وفيصل لعيبي وغسان فيضي وعباس الكاظم ونزيهة سليم على صعيد الفنانين التشكيليين.

## رياضة
تتنوع الرياضات في العراق وتبدي الحكومة العراقية اهتماماً كبيرا في هذا المجال وخصوصا في مجال كرة القدم والتايكواندو وخماسي الكرة وكرة السلة وألعاب القوى والشطرنج والملاكمة ولكل هذه الرياضات انتشار جيد في الوسط الشعبي بالأضافة إلى الصيد والتزلج والتزلج بشكل عام موسمي ومحصور في المناطق الجبلية في شمال العراق، كذلك تبدي الدولة العراقية اهتمام كبيرا برياضة ((المعاقين)) وقد حققت فرق ذوي الاحتياجات الخاصة الرياضية العديد من البطولات والميداليات المحلية والعربية والعالمية.
- اتحاد العراق لكرة القدم
- نادي الجادرية للفروسية
- نادي الصيد العراقي
- مدينة البصرة الرياضية

### في مجال كرة القدم
تعتبر كرة القدم الرياضة الأكثر شعبية في العراق. تأسيس اتحاد العراق لكرة القدم رسميا كان عام 1948، لتتم بعدها بعامين فقط عملية انضمامه إلى الاتحاد الدولي الفيفا عام 1950، أما انضمامه إلى الاتحاد الآسيوي لكرة القدم فقد احتاج حتى عام 1971.
للكرة العراقية العديد من الإنجازات الكروية على مختلف الصعد. فعلى المستوى القاري، استطاع منتخب العراق الفوز بلقب كأس الأمم الآسيوية لكرة القدم مرة واحدة لعام 2007. أما إقليمياً فاستطاع العراق الفوز عبر منتخبه الأول ببطولة كأس العرب 4 مرات كانت على التوالي أعوام: 1964 – 1966 –1985 – 1988 إضافة إلى الفوز ببطولة كأس الخليج 3 مرات أعوام 1979 – 1984 -1988.-2023
كما حقق منتخب العراق تحت عمر 19 سنة الفوز ببطولة كأس آسيا للشباب 5 مرات في تاريخه كانت أعوام: 1975 –1977 – 1978 – 1988 –2000.
أما الإنجاز الأكبر في تاريخ الكرة العراقية فقد كان الوصول إلى نهائيات كأس العالم عام 1986 بالمكسيك وفوزه ببطولة كأس الأمم الآسيوية عام 2007، إضافة إلى فوزه بالمركز الرابع بدورة الألعاب الأوليمبية الصيفية عام 2004 كأفضل إنجاز محقق بتاريخ الكرة الآسيوية إلى جانب فوزه بالميدالية الذهبية لدورة الألعاب الآسيوية والتي أقيمت بالهند عام 1982، واحتلاله المركز الرابع في كأس العالم للشباب تحت 20 عامًا بتركيا في عام 2013م
يضاف لذلك تأهله للعب في بطولة كأس القارات عام 2009 بجنوب أفريقيا، بصفته بطل آخر دورة لبطولة أمم آسيا.
وكاد فريق الشرطة العراقي أن يحقق للكرة العراقية دوري أبطال آسيا للأندية عام 1971، لكنه حل بالمركز الثاني بعد أن انسحب لأسباب سياسية بالمباراة النهائية مع فريق مكابي تل أبيب الإسرائيلي.
وبالعودة إلى انطلاقة الكرة العراقية، نجد عملياً إنها انطلقت قبل فترة طويلة من تأسيس الاتحاد العراقي لكرة القدم، ففي عام 1931م تأسيس أول نادي عراقي، وهو نادي القوة الجوية ثم كان تأسيس نادي النقل عام 1937م، لتزداد عدد الفرق العراقية بعدها، وإن كانت العديد من الفرق الموجودة حالياً لم تبصر النور حتى مرحلة الستينات من القرن العشرين.
وكانت انطلاقة الدوري الرسمي العراقي في عام 1962، وظل منذ ذلك التاريخ وحتى عام 1973 محصورا في أندية بغداد، إلى أن كان بعدها التوسع إلى باقي المدن والمحافظات العراقية، وتواصلت حتى الآن، وتخللتها فترات من الإيقاف المفاجئ بسبب الأوضاع التي سادت العراق بمختلف المراحل من أواخر القرن الفائت وأوائل القرن الحالي.

## المهرجانات
تقام في العراق العديد من المهرجانات الموسيقية والشعرية والدينية وقد تأثرت اقامة بعض المهرجانات بالأوضاع الأمنية التي شهدها العراق بعد عام 2003م خصوصاً الغنائية منها الا انه وبعد التحسن الأمني الذي بدأت بوادره بالظهور عام 2008م عادت الكثير من المهرجانات لتواصل فعالياتها كما أن التفكير جاري في اقامة العديد من المهرجانات على الصعد المختلفة.
- مهرجان بابل الدولي
- مهرجان المربد الشعري

## مأكولات

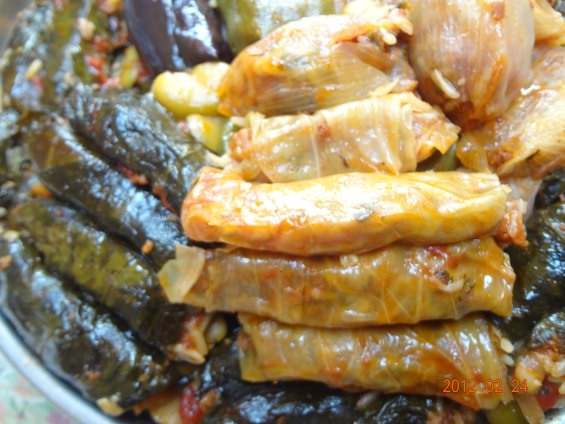
دولمة مصلاوية. الدولمة تعتبر أحد أشهر الأكلات في العراق.

تتنوع في العراق الاكلات الشعبية ومكوناتها وطرق تحضيرها. وتختلف الأكلات العراقية باختلاف المنطقة الجغرافية في العراق بحكم تغير البيئة ومواردها. ومن أشهر الاكلات الشعبية العراقية:
- دولمة:- وهي ماتسمى في بعض الدول بالمحشي وتمتاز بتنوع مكوناتها.
- برياني- تشبه اكلة الكبسة الخليجية وهي عبارة عن رز يخلط مع بعض المكسرات كالفستق واللوز وأيضا اللحم المفروم ويستخدم له نوع خاص من التوابل والبهار.
- الباچة:- وهي اكلة شعبية مكونة من لحم رأس الخروف مع أرجله يتم سلقها وأكلها مع الخبز والرز.
- التمن والقيمة: وهي اكلة مشهورة في جنوب ووسط العراق خاصة في المناسبات الدينية وتتكون من مهروس الحمص واللحم مع الرز.

## متاحف العراق
نظرا لغنى العراق الحضاري والتاريخي والطبيعي يحتوي العراق على العديد من المتاحف العريقة والغنية بمحتوياتها فتحتوي كل مدينة عراقية على عدد من متاحف التاريخية والطبيعية، ومنها:
- المتحف البغدادي
- المتحف العراقي
- متحف التاريخ الطبيعي
- متحف الموصل.